# UWC México 46
UWC México 46: Elpidio vs. Nunes fue un evento de artes marciales mixtas producido por Ultimate Warrior Challenge México, que se llevó a cabo el 28 de julio de 2023 en el Auditorio Nacional de Tijuana, Baja California, México.